# 金哈爾卡區
6°01′59″S 77°37′01″W / 6.03306°S 77.61694°W
金哈爾卡區（西班牙語：Distrito de Quinjalca），是秘魯的一個區，位於該國北部亞馬遜大區的查查波亞斯省，始建於1861年2月5日，面積91.6平方公里，海拔高度3,065米，2005年人口1,109，人口密度每平方公里12人。